# 마인 부우

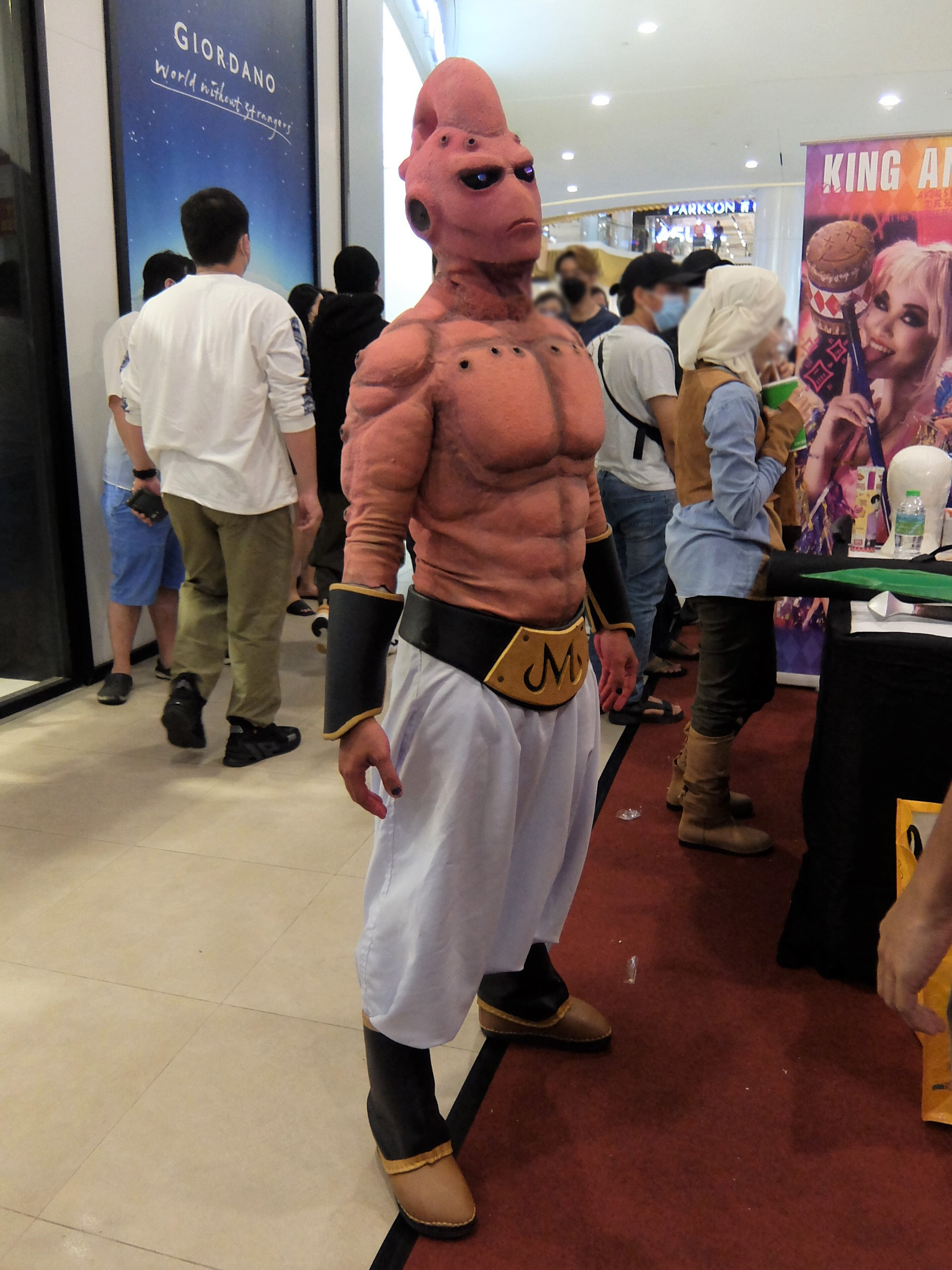
마인 부우

마인 부우는 드래곤볼 사건이 일어나기 수백만 년 전, 행성 전체를 파괴해 은하계를 공포에 떨게 하는 사악한 마법의 비비디가 깨어난 지니 같은 마법의 생명체다. 그는 일시적으로 봉인되어 지구로 끌려갔지만, 비비디는 죽임을 당했고 부우는 숨겨져 있었다. 드래곤볼의 사건 동안, 그는 비비디의 아들 바비디에 의해 전 우주를 정복하려는 아버지의 계획을 이어가기 위해 되살아난다.
만화 작가 토리야마 아키라는 드래곤볼에서 악당을 만들 때 이전에 나왔던 것과는 다르게 만들려고 노력할 것이라고 말했다. 비록 어려웠고 그는 일반적으로 결과에 완전히 만족하지 않았지만 마인 부우와 함께 이 목표를 달성했다고 생각한다.
마인 부우는 모양과 성격이 다른 여러 가지 다른 형태를 가지고 있지만, 모두 머리에 안테나가 있고 양쪽에 여러 구멍/구멍이 있는 분홍색 생물(진한 회색인 악한 마인 부우 제외)이다. 그들의 머리, 팔, 가슴 및 척추. 그들은 고무 같은 몸체(순수 마인 부우 제외)를 가지고 있어 어떤 상처에서도 즉시 재생할 수 있고 자신의 일부를 스스로 분리하고 독립적으로 제어할 수 있으며 증기로부터 완전히 회복할 수도 있다. 부우는 또한 다친 존재를 치료할 수 있으며 다른 유기체를 그의 몸으로 감싸거나 먹어서 흡수할 수 있다. 후자는 사람을 사탕과 같은 음식으로 바꾸는 그의 서명 공격을 사용하여 수행한다.
마인 부우의 태도는 매우 순진하고 어린아이 같아서 싸우는 것을 좋아하고 사람들을 겁주는 것을 좋아한다. 나중에 키가 더 크고 훨씬 날씬하고 연약한 형태를 취한다. :61 그 후 날씬한 형태가 뚱뚱한 형태를 흡수하여 근육질의 버전으로 변한다.
이 지능을 통해 그는 오천크스와 피콜로, 그리고 나중에 손오반을 흡수할 기회를 계획할 수 있다. 처음 두 개를 흡수한 후 그의 더듬이가 길어져서 5개의 전체 손가락이 된다. 부우는 피콜로의 지능을 얻고 오천크스의 융합이 풀리기 전에 잠시 오천크스의 조끼와 힘을 입었다. 손오반을 흡수하여 강한 파워를 얻었다. 실제로 부우의 원래 형태인 순수한 부우는손오반, 오천, 트랭크스, 피콜로와 함께 살찐 부우가 몸에서 완전히 제거된 후 강제로 그 상태가 되었다.  이 상태는 완전히 야성적이고 동물적이며 파괴하기 위해 산다. 지구에 좋은 사람으로 환생한 그는 우부라는 이름의 소년으로 거듭났다.

## 작중 행적
《드래곤볼》 사건 이전에 사악한 흑마법사 비비디가 마인 부우를 부활시켰다. "살육과 파괴만을 위한" 존재로 몇 년 안에 수백 개의 행성을 파괴했다. 부우는 심지어 우주를 지배하는 5명의 계왕신 중 2명을 죽이고 그들의 리더인 그랜드 대계왕신을 포함하여 2명을 흡수하여 그의 파괴적인 본성을 무디게 하고 그를 현재의 형태로 만들었다. 그러나 부우는 비비디가 통제하기에도 너무 사나웠고, 그 결과 마인은 일시적으로 봉인되고 다음 목표인 지구로 이동했다. 그러나 마지막으로 살아남은 계왕신은 이것을 이용하여 지구에 봉인된 부우를 놔두고 비비디를 죽였다. 비비디의 아들 바비디는 살아남은 계왕신이 부우를 부활시키는 것을 목표로 삼고 있다. 그는 손오공과 베지터의 힘을 과소평가하고, 그들의 소모된 에너지는 마인 부우의 빠른 부활을 초래한다. 바비디가 그를 다시 봉인하겠다고 위협하자, 부우는 그의 명령에 복종하기 시작하고 피콜로, 트랭크스 및 오천이 숨어 있는 곳에서 나오게 하기 위해 눈에 보이는 모든 것과 모든 사람을 파괴하고 죽인다. 그것은 오공이 그에게 바비디가 자신을 보스로 두게 한 이유를 묻기 전까지는 부우가 그를 죽이도록 이끌지만, 그는 자신이 하는 일이 잘못되었다는 것을 모른 채 그의 장난과 파괴를 계속한다.
마인 부우는 인간을 공격하여 거의 모든 세계 인구를 파괴한 다음, 사람들을 진흙으로 바꾸어 집을 짓는다. 그는 그의 집에서 쉬고 있을 때 미스터 사탄이 그를 죽이기 위해 열리기를 기다리는 동안 그와 친구가 된다. 그가 치유한 개의 애정과 함께 우정은 두 명의 민간인이 개와 그 다음 미스터 사탄을 쏘았을 때 부우는 더 이상 죽이지 않기로 결심한다. 부우는 그들을 치유하지만 그의 성격의 사악한 측면은 부우의 분노를 이용하여 몸에서 드러나고, 더 크고 훨씬 마른 부우로 변모하여 이제는 더 약한 뚱뚱한 부우를 공격한다. 사악한 부우는 뚱뚱한 부우의 공격을 반영하여 그의 온순한 상대를 초콜릿으로 바꾸고 그를 먹어 전체가되고 더 위험한 마인 부우로 변신한다. 부우는 오천크스에게 자신과 싸울 것을 요구하며 그들에게간다. 그런 다음 오반이 도착하여 분명히 부우보다 우위에 있지만 부우는 오천크스와 피콜로를 흡수한다. 이제 손오반보다 강한 부우는 오천크스의 융합에 시간 제한이 있음을 알고 미리 계획하고 손오반도 흡수할 수 있다. 그러나 손오공과 베지터는 합쳐져 베지트가 되지만, 그를 쓰러뜨릴 만큼 강력함에도 불구하고 의도적으로 부우에게 흡수되어 그의 몸에 들어가게 된다. 손오공과 베지터는 흡수된 뚱뚱한 부우를 슈퍼 부우로부터 완전히 분리하기 전에 손오반, 피콜로, 오천, 트랭크스를 되찾는다.
뚱뚱한 부우를 제거하면서 원래 형태로 되돌아가게 되며, 즉시 지구를 파괴한다. 부우는 손오공과 베지터를 따라 계왕성으로 가는데, 손오공과의 전투 후 베지터와 뚱뚱한 부우에 의해 방해를 받고 손오공은 부활한 사람들의 에너지로 만든 원기옥으로 그를 끝낼 수 있었다. 좋은 뚱뚱한 마인 부우는 드래곤볼이 지구 사람들의 그에 대한 기억을 지운 후 지구에서 미스터 부우 로 지구에서 사탄과 함께 살게 된다. 손오공의 소원대로 키드 부우는 10년 후 세계 무술 대회에서 만나 그의 후계자로 훈련을 받기 위해 떠난 우부라는 아이로 환생한다.